# Georges Prud'homme
Pour les articles homonymes, voir Prudhomme et Prud'homme.
Georges Prud'homme est un boxeur canadien né le 12 mars 1898 à Ottawa et mort le 7 janvier 1978 à Athabasca.

## Carrière
Il remporte aux Jeux olympiques d'été de 1920 à Anvers la médaille d'argent dans la catégorie poids moyens. Après trois victoires face à Antoine Masson, Charles Rey-Golliet et Hjalmar Stroemme, Prud'homme perd en finale contre le britannique Harry Mallin.

## Palmarès

### Jeux olympiques
- Jeux olympiques d'été de 1920 à Anvers[1] (poids moyens)